# Коауитлан (муниципалитет)
Коауитлан (исп. Coahuitlán) — муниципалитет в Мексике, штат Веракрус, расположен в регионе Тотонака. Административный центр — город Прогресо-де-Сарагоса.

## Состав
В состав муниципалитета входят 22 населённых пункта.